# Île Trébéron
L'île Trébéron est située dans la baie de Roscanvel, au sud-ouest de la rade de Brest, entre la presqu'île de Quélern et l'île Longue. À 300 mètres à l'ouest se trouve l'île des Morts, à 300 mètres au sud-est se trouve l'île Perdue. Une impasse de la ville de Brest porte son nom.

## Historique

### XVIIIesiècle
En 1720, l'île de Trébéron devient un lieu de quarantaine. Le lazaret qui y est construit accueille les marins de retour d'expédition en zone tropicale où règnent des maladies épidémiques (fièvre jaune, typhus, choléra…), les équipages « trop » malades (scorbut, gale…), ou les bagnards arrivant au bagne trop épuisés. Les morts sont enterrés sur l'Île des Morts toute proche, les survivants, au bout de 40 jours, ont le droit de regagner la Penfeld.
Le lazaret est prévu pour accueillir 150 personnes, même si, à l'occasion, un afflux de malades nécessite la construction de structures provisoires. Les Sœurs de la Sagesse constituèrent longtemps une part importante du personnel infirmier.

### XIXesiècle

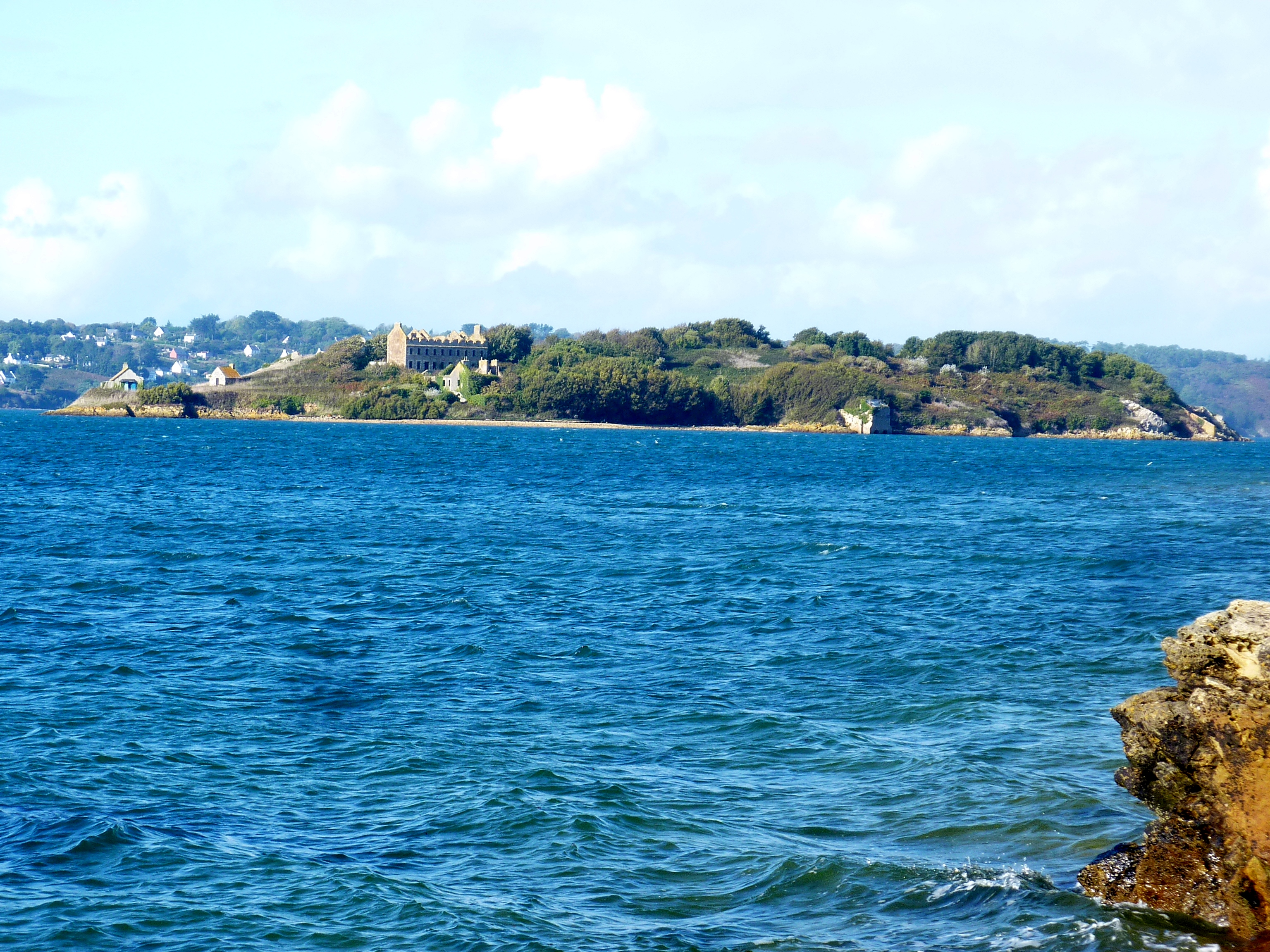
L'Île Trébéron et son lazaret en ruine vus depuis Rostellec

Au début du XIXe siècle, l'île des Morts accueille une poudrière et perd sa vocation de cimetière du lazaret. Ce dernier est reporté sur la pointe nord de Trébéron.
Par ailleurs, à partir de 1826, l'ensemble du lazaret est réaménagé. De nouveaux bâtiments sont construits, notamment le pavillon réservé aux officiers, dont les vestiges sont encore visibles aujourd'hui. En 1828, l'île est partagée en deux par un mur, séparant la zone de convalescence de la zone contagieuse.
Cette description de l'Île Trébéron date de 1895 :

« Je pénétrais entre les bâtiments gris et vides où les lits attendent les équipages et les passagers des bâtiments mis en quarantaine. Cela ne peut pas passer pour un séjour folâtre. Cependant il y a quelques arbres, tamarins, ormeaux et pins à l'entrée ; même un grand myrte prospère dans cette atmosphère humide et tiède. Une grande pelouse permet d'élever une vache ; dans les cours des bandes de poulets et d'oies piaillent et jacassent. Je vous ferai grâce de la description du lazaret, des vastes salles remplies de couchettes ressemblent à des salles d'hôpital inhabitées. Le reste de l'île est divisé en deux grandes parties par un grand mur de granit, destiné à séparer complètement les malades et les gens en quarantaine, dans le cas où il y aurait deux épidémies différentes à surveiller. L'épaisseur de terre végétale est assez considérable sur Trébéron, les plantations y prospèrent. Près du lazaret, une belle allée de pins traverse des fourrés d'ajoncs. Au-delà, deux ou trois enclos servent de cimetière. Les tombes ne se devinent qu'à des mottes gazonnées. Là, dans un enclos, reposent des Fédérés, internés après la Commune et qui, blessés ou malades, moururent au lazaret. Dans un autre cas, une douzaine de tombes recouvrent, dit-on, les restes de déportés arabes. Même pour ces faits, qui sont de récente origine, l'oubli est déjà venu. Au milieu de ces tertres, à demi nivelés, une croix de bois se dresse, elle indique la sépulture d'un soldat mort pendant l'épidémie de choléra qui fit tant de ravages il y a deux ou trois ans. (...) L'autre face de l'île, regardant l'île des Morts, est plus sauvage. Ce sont de beaux bois de pins recouvrant le rocher. (...) Le tour de cet étroit domaine où flotte, pendant les épidémies, le pavillon jaune, est rapidement fait. »

### XXesiècle
Au début du XXe siècle, l'île perd une partie de sa vocation de lazaret pour se transformer en sanatorium, où les marins ou ouvriers de l'Arsenal sont mis au plein air, à l'écart de l'alcool et du tabac.
Pendant la Première Guerre mondiale, l'île est utilisée comme centre de convalescence pour les soldats et marins alliés ou ennemis soignés à l'hôpital maritime de Brest.
À la fin des années 1960, l'île entre dans le périmètre de protection érigé autour de l'Île Longue, et est interdite d'accès.

### Aujourd'hui
Interdite d'accès (zone protégée), l'île est entretenue par la marine, en partenariat avec le Conservatoire du littoral, dans l'optique d'une éventuelle mise en valeur des vestiges. Par ailleurs, la faune y a pris ses aises, et régulièrement, des campagnes de dératisation doivent être menées.

## Source
Bretagne Magazine no 31 (novembre-décembre 2005-janvier  2006)